# José Manuel Calderón Borrallo
José Manuel Calderón Borrallo (28 de setembre de 1981, Villanueva de la Serena, Badajoz, Extremadura) és un exjugador de bàsquet professional espanyol que jugà en la posició de base.
Un dels millors bases espanyols, fou el base amb més minuts de joc en la selecció espanyola campiona del món el 2006. Fou el quart jugador espanyol a jugar a l'NBA, després de Fernando Martín, Pau Gasol i Raül López. Des de la temporada 2005-06 fins a la meitat de la 2012-13 jugà als Toronto Raptors, quan fou traspassat als Detroit Pistons i el juliol de 2013 firmà amb els Dallas Mavericks per les quatre temporades següents. Calderón jugava amb el número 8 a la seva samarreta, tant al seu equip com a la selecció espanyola. Es retirà en 2019 als Detroit Pistons.

## Trajectòria

### La seva etapa a Espanya
Es va formar en l'equip de la seva ciutat, el Doncel de la Serena. Va ser internacional cadet, júnior i sub-20. Calderón va jugar sis temporades com professional en Espanya, debutant en la lliga LEB amb el Lucentum d'Alacant en la temporada 1999-2000. En la 2000-2001 el Lucentum va ascendir a la lliga ACB, debutant per tant Calderón en aquesta lliga i amb resultats notables. La temporada 2001-2002 va fitxar pel Fuenlabrada i aquesta mateixa temporada va ser seleccionat per a la selecció espanyola absoluta per primera vegada. La temporada 2002-2003 va ser fitxat pel Tau Vitòria, on va ser un gran recanvi en el lloc de base per a Elmer Bennett. Va tenir 17.5 punts de terme mitjà en la lliga ACB aquesta temporada i en l'Eurolliga, en la seva primera temporada, 7.5 punts, 2.4 rebots i un 40,5% d'efectivitat en triples. La temporada 2003-2004 amb la sortida d'Elmer Bennett del Tau, Calderón es va fer definitivament amb el lloc de base titular. En aquesta temporada va arribar el seu primer títol nacional, la Copa del Rei guanyada davant el Joventut de Badalona. La temporada 2004-2005, el Tau va quedar subcampió de l'Eurolliga al perdre la final davant el Maccabi Tel Aviv en la Final Four disputada en Moscou. Calderón va aconseguir en la Final Four termes mitjans de 14.5 punts i 3.5 rebots. En la lliga ACB es va dur una gran decepció al perdre in extremis en l'últim partit de la final enfront del Reial Madrid, encara que el mateix Calderón va poder haver forçat la pròrroga amb el seu intent en l'últim tir. El 3 d'agost de 2005 fitxa com a agent lliure pels Toronto Raptors de l'NBA.

### Etapa a l'NBA
José Calderón va jugar 64 partits i 11 de titular en la seva primera temporada en l'NBA. Va començar la temporada millor del que s'esperava, com mostren els seus 20 punts contra els New Jersey Nets el 4 d'abril de 2005 o estar a punt d'aconseguir un triple-doble contra els Washington Wizards el 6 de desembre. Va ser tan bon començament que aviat va esdevenir un dels favorits per a disputar el partit de rookies (novells), però una lesió per Nadal en el taló d'Aquil·les li va fer perdre's partits i, per tant, la confiança de l'entrenador, ja que van baixar considerablement els seus minuts de joc. Malgrat tot, pot dir-se que la seva primera temporada en l'NBA ha estat molt satisfactòria.
Després de 8 anys als Toronto Raptors i després de molts rumors de traspàs on sempre sortia el nom del base extremeny el 30 de gener de 2013 es confirmà que Calderón junt amb el seu company Ed Davis era traspassat a Memphis Grizzlies a canvi de Rudy Gay i Hamed Haddadi. Tot seguit Memphis traspassaria Calderón a Detroit Pistons a canvi de l'últim integrant de l'equip que guanyà l'anell el 2004, el carismàtic Tayshaun Prince i de l'irregular Austin Daye.
El juliol de 2013 firmà un contracte amb els Dallas Mavericks per les quatre temporades següents.
El juliol de 2014 va ser inclòs pel seleccionador estatal Juan Antonio Orenga a la llista dels dotze jugadors que disputarien amb la selecció espanyola de bàsquet el Campionat del món de 2014.
El juny de 2016 va ser traspassat dels New York Knicks als Chicago Bulls. Uns dies després va ser traspassat als Los Angeles Lakers. El febrer de 2017 va arribar un acord per abandonar l'equip de Los Angeles, jugant la següent temporada a Cleveland Cavaliers, i en 2018 a Detroit Pistons, on es retirà a finals de 2019.